# NGC 3146
NGC 3146 је спирална галаксија у сазвежђу Хидра која се налази на NGC листи објеката дубоког неба.
Деклинација објекта је - 20° 52' 15" а ректасцензија 10h 11m 9,8s. Привидна величина (магнитуда) објекта NGC 3146 износи 13,2 а фотографска магнитуда 14,0. NGC 3146 је још познат и под ознакама ESO 567-23, MCG -3-26-29, PGC 29663.